# Імбулпе (підрозділ окружного секретаріату)
Підрозділ окружного секретаріату Імбулпе — підрозділ окружного секретаріату округу Ратнапура, провінції Сабарагамува, Шрі-Ланка. Складається з 50 Грама Ніладхарі.